# Захария Саркаваг

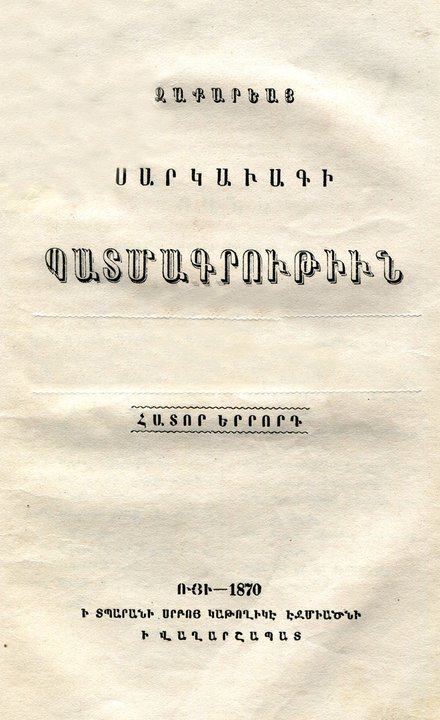
Титульный лист издания «Истории» Закария Канакерци

Заха́рия Саркава́г, Зака́рия Канакерци́ (арм. Զաքարիա Քանաքեռցի; 1627—1699) — армянский историк. Титул Саркаваг (арм. Սարկավագ —  диакон), указывает на то, что Захария являлся представителем духовенства.
Захария родился в 1627 году в селении Канакер, недалеко от Еревана. Его отец был секретарем областного старосты Котайка. Юношей Закарий поступил послушником в монастырь Ованнаванк. В нём он провел всю жизнь. Закарий часто совершал поездки по монастырским делам. Так, в 1675 году он побывал в Казвине, в 1682 году — в Измире, в 1684 году — в Ускюдаре.
Был хорошо знаком с армянской религиозной и исторической литературой. Автор хроники из трех частей. По словам Паоло Лукки, его цель «проиллюстрировать страдания, которые пережили армяне за пятьсот лет правления мусульман». В своих многочисленных рассказах передаёт, главным образом, анекдотические подробности о царях династии Сефи, не упуская из виду и состояния Армении в их царствование. Хроники Захария были изданы в 1870 году в Эчмиадзине, перевод — в «Collection d’historiens arméniens» Броссе (т. II, СПб., 1876).
Скончался в 1699 году.